# Utricularia jamesoniana
Utricularia jamesoniana es una especie de planta carnívora de tamaño pequeño, perennifolia y epifita, que pertenece a la familia Lentibulariaceae. 

## Descripción
Utricularia jamesoniana es una planta perenne, epífita. Tiene hojas obovadas, de 7–20 mm de largo y 2–5 mm de ancho. Las inflorescencias en racimos de 1–10 cm de largo, pedicelos 2–10 mm de largo; lobos del cáliz iguales, ampliamente ovados, 3–10 mm de largo; corola 10–15 mm de largo, blanca matizada de rojo y con una mancha amarilla, estipitado-glandular. El fruto es una cápsula oblongo-elipsoide, 2.5–3 mm de largo, ventralmente 1-valvada.

## Distribución
U. jamesoniana es originaria de Centroamérica, las Antillas, y norte y oeste de Sudamérica. Se distribuye por Bolivia, Brasil, Colombia, Costa Rica, Ecuador, Guayana Francesa, Guatemala, Guyana, Nicaragua, Panamá, Perú-Amazonas, Surinam, y Venezuela y en la isla Guadalupe, Hispaniola, Dominica, y Martinica.

## Hábitat
Se encuentra en los troncos cubiertos de musgo en los árboles montanos de los bosques nublados o lluviosos desde las tierras bajas hasta los 2.500 metros. Florece todo el año.

## Taxonomía
Utricularia jamesoniana fue descrita por Daniel Oliver y publicado en Journal of the Proceedings of the Linnean Society 4: 169–170, t. 1, f. 1. 1860.
Etimología
Utricularia: nombre genérico que deriva de la palabra latina utriculus, lo que significa "pequeña botella o frasco de cuero".
jamesoniana: epíteto
Sinonimia
- Orchyllium schimperi (Schenk) Barnhart
- Utricularia concinna N.E.Br.
- Utricularia schimperi Schenk
- Utricularia verapazensis Morong ex Donn. Sm.[4]